# 1830m
1830m (яп.  «Сэн хаппяку сандзю: мэтору, 1830 метров») — четвёртый студийный альбом японской женской идол-группы AKB48. Это двойной альбом. Он вышел в Японии 15 августа 2012 года на лейбле King Records.

## Список композиций
Первый диск содержит следующие треки:
- Песни, которые на этом альбоме можно впервые услышать в студийном исполнении: «First Rabbit», «Miniskirt no Yousei», «Lemon no Toshigoro», «Ren’ai Sousenkyo»", «Romance Kakurenbo».
- Песни, которые уже издавались как стороны «Б» театральных изданий синглов AKB48: «Jung ya Freud no Baai» (с сингла «GIVE ME FIVE!»), «Hashire! Penguin» («Ue kara Mariko»), «Yasai Uranai» («Flying Get»), Anti («Everyday, Katyusha»), «Oogon Center» («Sakura no Ki ni Narou») and «Tsubomitachi» («Kaze wa Fuiteiru»).
- Стороны «А» синглов AKB48: «Sakura no Ki ni Narou», «Everyday, Katyusha», «Flying Get», «Kaze wa Fuiteiru», «Ue kara Mariko», «GIVE ME FIVE!».

Итого 17 песен.
Второй диск содержит 16 новых песен, а также сольную версию «Sakura no Hanabiratachi» в исполнении Ацуко Маэды.

### Обычное издание
| №   | Название                                         | Исполнители | Длительность |
| --- | ------------------------------------------------ | --- | ------------ |
| 1.  | «First Rabbit» (ファースト・ラビット)            | Харуна Кодзима, Марико Синода, Аки Такадзё, Минами Такахаси, Ацуко Маэда, Томоми Итано, Юко Осима, Минами Минэгиси, Юи Ёкояма, Юки Касиваги, Риэ Китахара, Маю Ватанабэ, Мина Оба, Харука Симадзаки, Судзуран Ямаути, Рино Сасихара |              |
| 2.  | «Oogon Center» (黄金センター)                    | Team Kenkyuusei |              |
| 3.  | «Miniskirt no Yousei» (ミニスカートの妖精)       | Рина Идзута, Эрэна Саид Ёкота, Рина Хирата |              |
| 4.  | «Ue kara Mariko» (上からマリコ)                  | |              |
| 5.  | «Anti» (アンチ)                                  | Team Kenkyuusei |              |
| 6.  | «Lemon no Toshigoro» (檸檬の年頃)                | Марина Кобаяси, Вакана Натори, Юкари Сасаки, Тому Муто |              |
| 7.  | «Ren'ai Sousenkyo» (恋愛総選挙)                  | YM7 (Аки Такадзё, Томоми Касай, Мика Комори, Сумирэ Сато, Михо Миядзаки, Мию Такэути, Рино Сасихара) |              |
| 8.  | «Yasai Uranai» (野菜占い)                        | Yasai Sisters |              |
| 9.  | «Everyday, Katyusha» (Everyday、カチューシャ)    | |              |
| 10. | «Hashire! Penguin» (走れ!ペンギン)               | Team 4 |              |
| 11. | «Romance Kakurenbo» (ロマンスかくれんぼ)         | Мию Омори |              |
| 12. | «Tsubomitachi» (蕾たち)                          | Team 4 + Kenkyuusei |              |
| 13. | «Jung ya Freud no Baai» (ユングやフロイトの場合) | Special Girls C |              |
| 14. | «Flying Get» (フライングゲット)                  | |              |
| 15. | «Kaze wa Fuiteiru» (風は吹いている)              | |              |
| 16. | «Sakura no Ki ni Narou» (桜の木になろう)         | |              |
| 17. | «GIVE ME FIVE!»                                  | |              |

| №   | Название                                                                         | Исполнители | Длительность |
| --- | -------------------------------------------------------------------------------- | --- | ------------ |
| 1.  | «Hate»                                                                           | Team A |              |
| 2.  | «Plastic no Kuchibiru» (プラスティックの唇)                                      | Марико Синода |              |
| 3.  | «Omoide no Hotondo» (思い出のほとんど)                                           | Минами Такахаси, Ацуко Маэда |              |
| 4.  | «Iede no Yoru» (家出の夜)                                                        | Team K |              |
| 5.  | «Scandalous ni Ikou» (スキャンダラスに行こう)                                    | Хакуна Кодзима, Юко Осима |              |
| 6.  | «No Count» (ノーカン)                                                            | Team B |              |
| 7.  | «Abogado Ja nee Shi...» (アボガドじゃね〜し･･･)                                  | Маю Ватанабэ, Рино Сасихара |              |
| 8.  | «Chokkaku Sunshine» (直角Sunshine)                                               | Team 4 |              |
| 9.  | «Bokutachi wa Ima Hanashiau Beki Nan Da» (僕たちは 今 話し合うべきなんだ)        | Томоми Итано, Юки Касиваги |              |
| 10. | «Sakuranbo to Kodoku» (さくらんぼと孤独)                                         | Kenkyuusei |              |
| 11. | «Daiji na Jikan» (大事な時間)                                                    | |              |
| 12. | «Itsuka Mita Umi no Soko» (いつか見た海の底)                                     | Up-and-coming Girls (Маю Ватанабэ, Анна Ирияма, Рэна Като, Рина Каваэй, Харука Симадзаки, Рёка Осима, Юриа Кидзаки, Дзюрина Мацуи, Куми Ягами, Канон Кимото, Нана Ямада, Миюки Ватанабэ, Эрико Дзё, Харука Кодама, Юко Сугамото, Сакура Мияваки) |              |
| 13. | «Guu Guu Onaka» (ぐ〜ぐ〜おなか)                                                 | |              |
| 14. | «Yasashisa no Chizu» (やさしさの地図)                                            | |              |
| 15. | «Itterasshai» (行ってらっしゃい)                                                 | |              |
| 16. | «Aozora yo Sabishikunai ka?» (青空よ 寂しくないか?)                              | AKB48 + SKE48 + NMB48 + HKT48 |              |
| 17. | «Sakura no Hanabira ~Maeda Atsuko Solo Ver.~» (桜の花びら〜前田敦子 solo ver.〜) | Ацуко Маэда |              |

| №  | Название                                          | Длительность |
| -- | ------------------------------------------------- | ------------ |
| 1. | «Everyday, Katyusha» (сет хореографических видео) |              |
| 2. | «Flying Get» (сет хореографических видео)         |              |
| 3. | «Kaze wa Fuiteiru» (сет хореографических видео)   |              |
| 4. | «Ue kara Mariko» (сет хореографических видео)     |              |

Для каждой из указанных четырёх композиций DVD содержит несколько разных видео, призванных показать и дать возможность выучить сценическую хореографию к ним (то есть повторить хореографию исполнения этой песни на сцене).

### Театральное издание
CD 1
То же, что и на обычном издании
CD 2
13 треков. То же, что и на обычном издании, за минусом 4 песен из рекламы: «Daiji na Jikan», «Guu Guu Onaka», «Yasashisa no Chizu» и «Itterasshai».

## Чарты
| Чарт (2012)    | Наивыс. позиция |
| -------------- | --------------- |
| Oricon Daily   | 1               |
| Oricon Weekly  | 1               |
| Oricon Monthly | 1               |